# جيمي بوزيو
جيمي بوزيو (بالإنجليزية: Jamie Bosio)‏ هو لاعب كرة قدم بريطاني، ولد في 27 مارس 1991 في جبل طارق في المملكة المتحدة. لعب مع Lions Gibraltar F.C. ‏.

## وصلات خارجية
- جيمي بوزيو على موقع الاتحاد الدولي (مؤرشف)  (الإنجليزية)
- جيمي بوزيو على موقع الاتحاد الأوربي (الإنجليزية)
- جيمي بوزيو على موقع قاعدة بيانات كرة القدم.إي يو (الإنجليزية)
- جيمي بوزيو على موقع ناشيونال فوتبول تيمز (الإنجليزية)
- جيمي بوزيو على موقع Soccerbase.com (لاعب) (الإنجليزية)
- جيمي بوزيو على موقع Soccerway.com (الإنجليزية)